# Johan Hendrik Weissenbruch

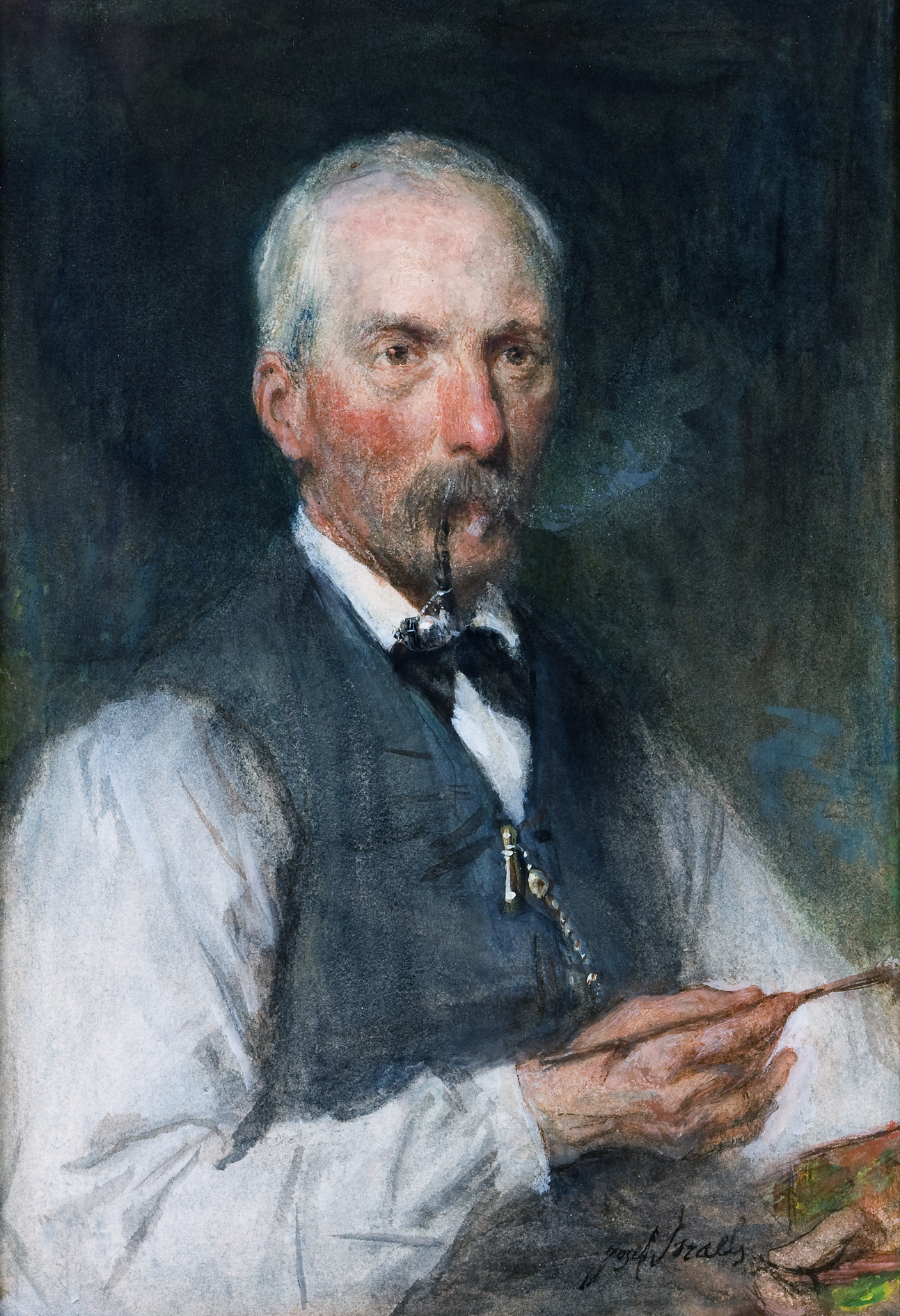
Jan Hendrik Weissenbruch, Porträt von Jozef Israels

Johan Hendrik Weissenbruch (* 19. Juni 1824 in Den Haag als Hendrik Johannes Weissenbruch; † 14. März 1903 ebenda) war ein Kunstmaler aus den Niederlanden.

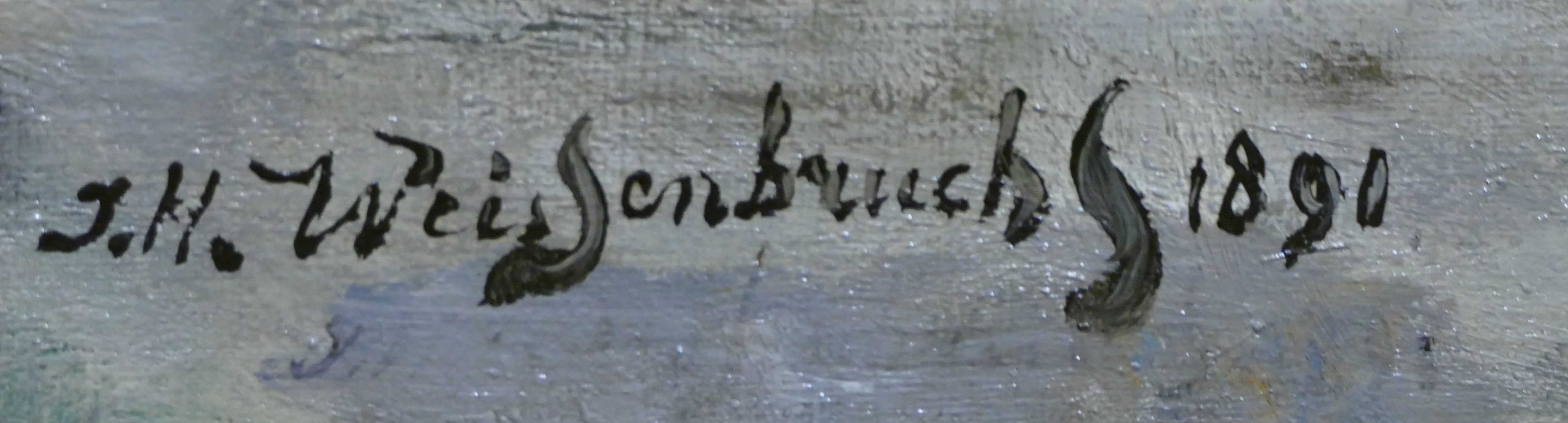
Signatur von Johan Hendrik Weissenbruch

## Leben
Weissenbruch war schon als Junge an Malerei interessiert. Er genoss Zeichenunterricht vom Haager Künstler J.J. Löw; zwischen 1843 und 1850 besuchte er die Kunstakademie. Einer seiner Lehrer dort war Andreas Schelfhout. Vor allem bewunderte er Jacob van Ruisdaels Wolkenpartien, die er im Haager Mauritshuis studieren konnte.
Zusammen mit seinem Vetter Jan und Willem Roelofs war er Gründer des Künstlerkreises Pulchri Studio. 
Seine Gemälde sind jenen des Andreas Schelfhout anfangs ähnlich. Vor allem malte er dunkle, wolkige Lüfte; in Weissenbruchs Werken ist es nicht ungebräuchlich, dass sich der Horizont auf nur einem Viertel der Höhe des ganzen Gemäldes befindet. Nach etwa 1870 wurde sein Stil lockerer. 
Viele Kritiker sind der Auffassung, dass Weissenbruch erst in den letzten 20 Jahren seines Lebens seinen künstlerischen Höhepunkt erreichte. Allgemein wird Weissenbruch als einer der Maler der Haager Schule betrachtet.
Weissenbruchs Werk war seit 1876 sehr beliebt in Kanada. Im Jahr 1897 gab es in Montréal eine große Sonderausstellung seiner Werke.
Noch im Jahr 1900 besuchte er das französische Künstlerdorf Barbizon.
Erwähnenswert ist auch, dass Weissenbruch, der wegen seiner bekannt unverblümten Kritik mitunter auch „Schwert ohne Gnade“ genannt wurde, auf Anton Mauves Bitte hin die Arbeiten seines Schützlings Vincent van Gogh sichtete. Er dürfte zu dieser Zeit der einzige gewesen sein, der das Werk nicht im Hinblick auf Verkäuflichkeit beurteilte und dem aufstrebenden Künstler Mut zusprach. „Als Mauve sagte, es stecke ein Maler in Dir, sagte Tersteeg nein, und damals hat Mauve gegen Tersteeg für Dich Partei ergriffen, ich war dabei; und wenn es wieder vorkommt, werde auch ich für Dich Partei ergreifen, nun ich Deine Arbeiten kenne.“ beschreibt van Gogh ein Gespräch mit Weissenbruch in Brief 175 vom 13. Februar 1882. Es ging dabei um van Goghs Federzeichnungen, die Tersteeg ablehnte, während  Weissenbruch forderte: „… dann musst Du sie mit der Feder zeichnen!“ (195). Van Gogh hörte danach auf zu aquarellieren und wandte sich für längere Zeit der Feder zu, was zu einem ersten Höhepunkt seines Schaffens führte, wenngleich die entstandenen Arbeiten zeit seines Lebens als „unverkäuflich“ bezeichnet wurden.

## Werke in Museen
Viele seiner Werke, die vor allem Landschaften sind, sind in Museen zu bewundern. Zu erwähnen sind in dieser Hinsicht das Rijksmuseum Amsterdam, das Gemeentemuseum Den Haag, das Stadtmuseum in Oss und das Groninger Museum in Groningen.

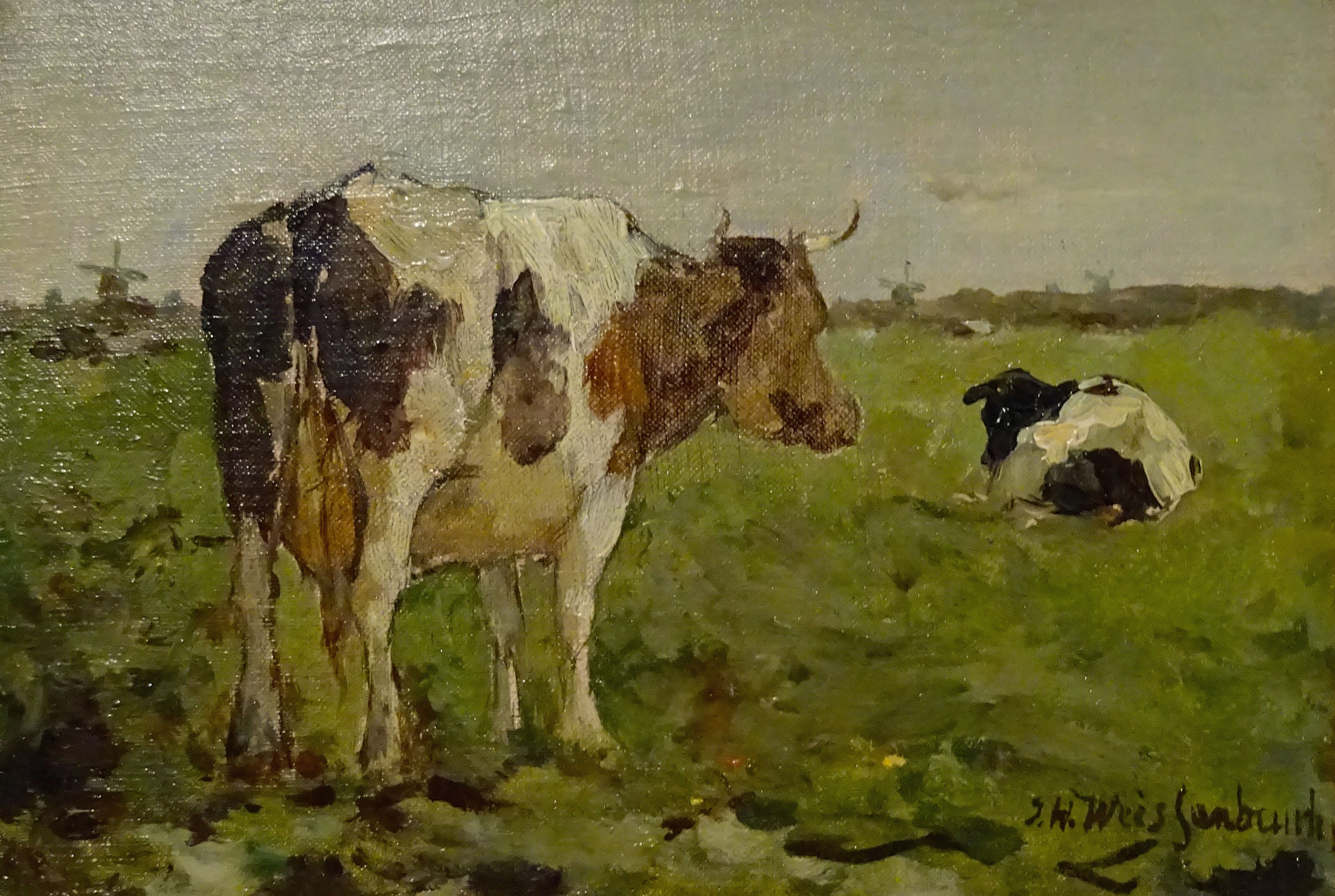
Kühe auf der Weide, etwa 1880
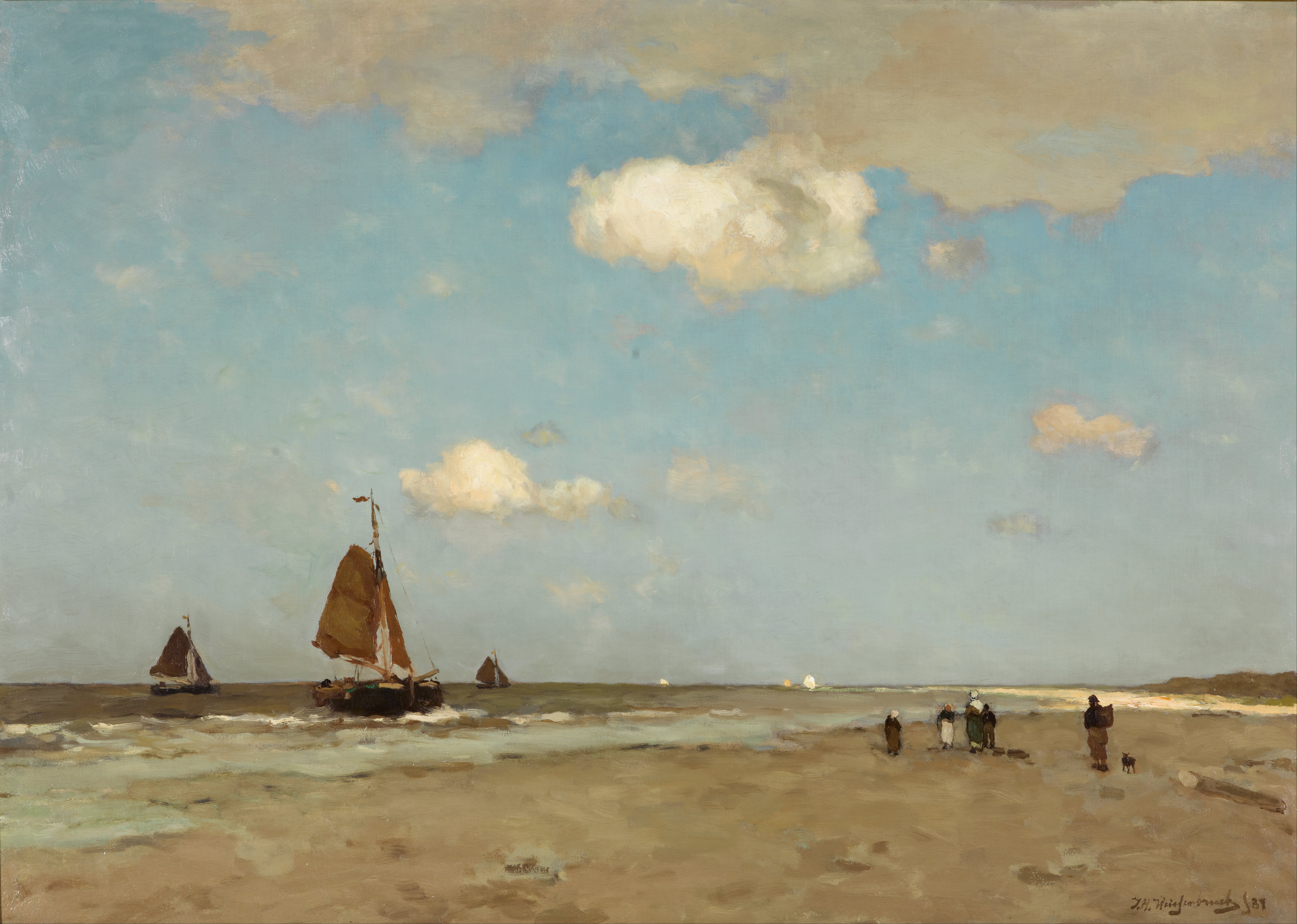
Strandszene. 1887
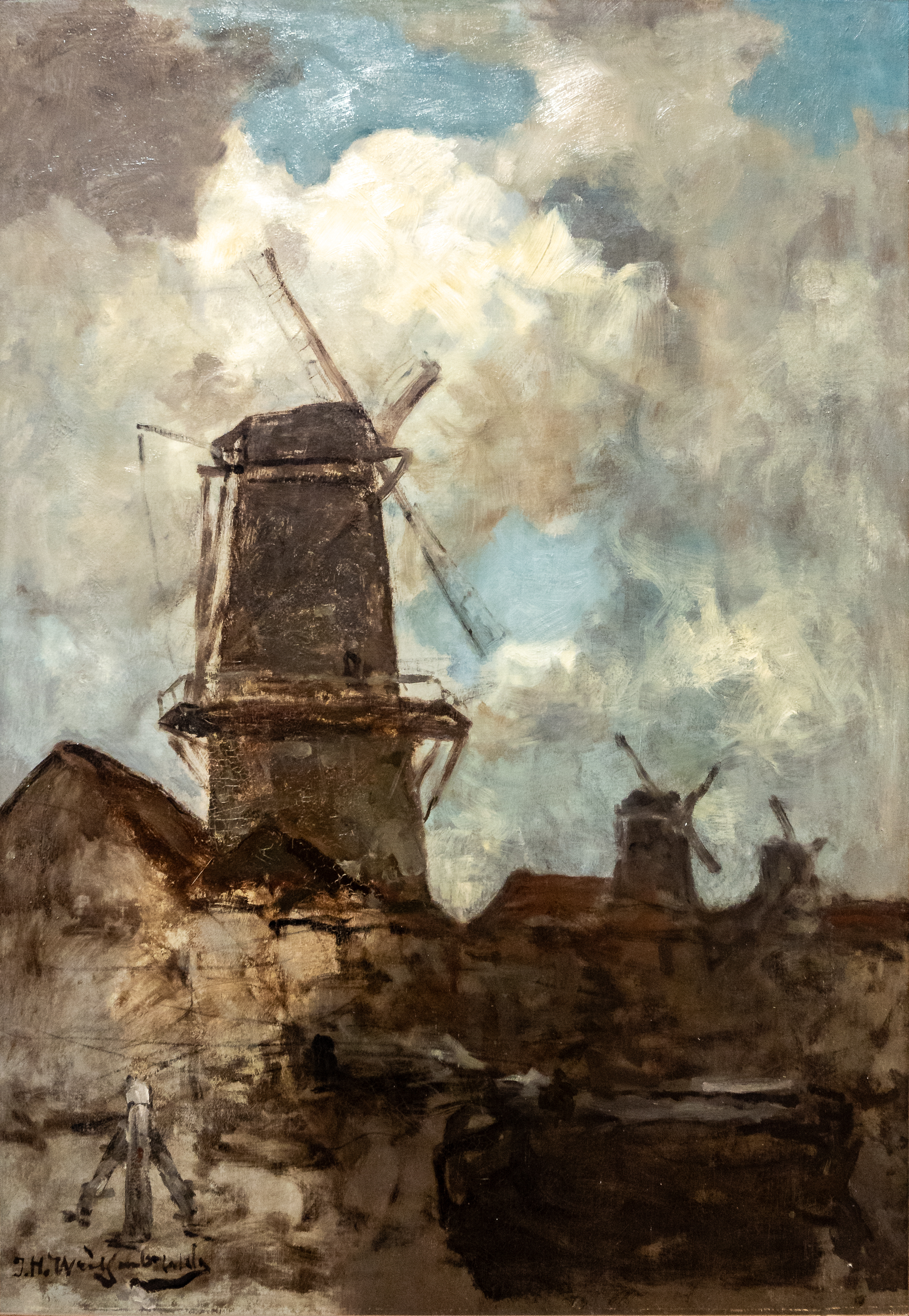
Blick auf drei Mühlen, 1890
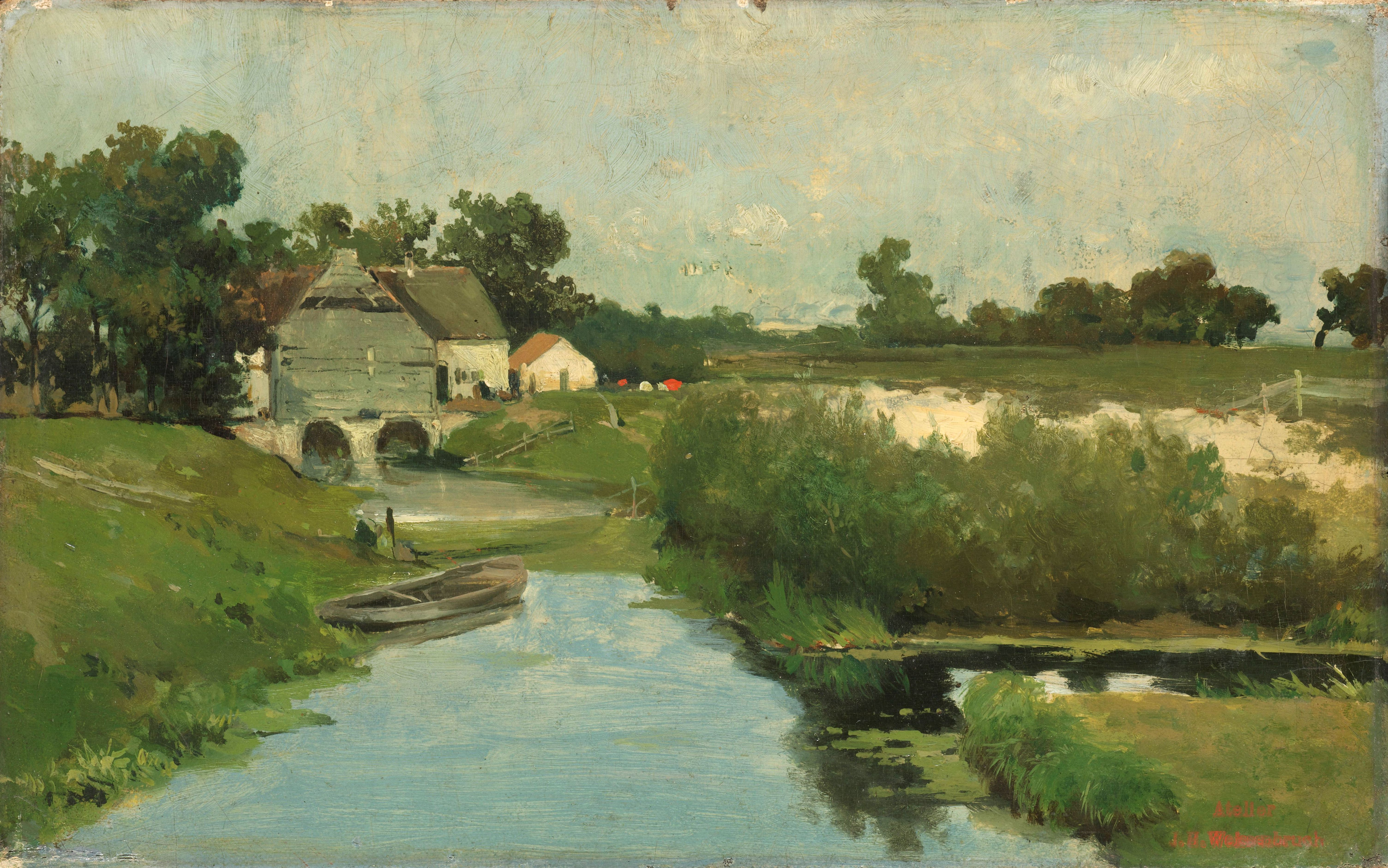
Zomerdag
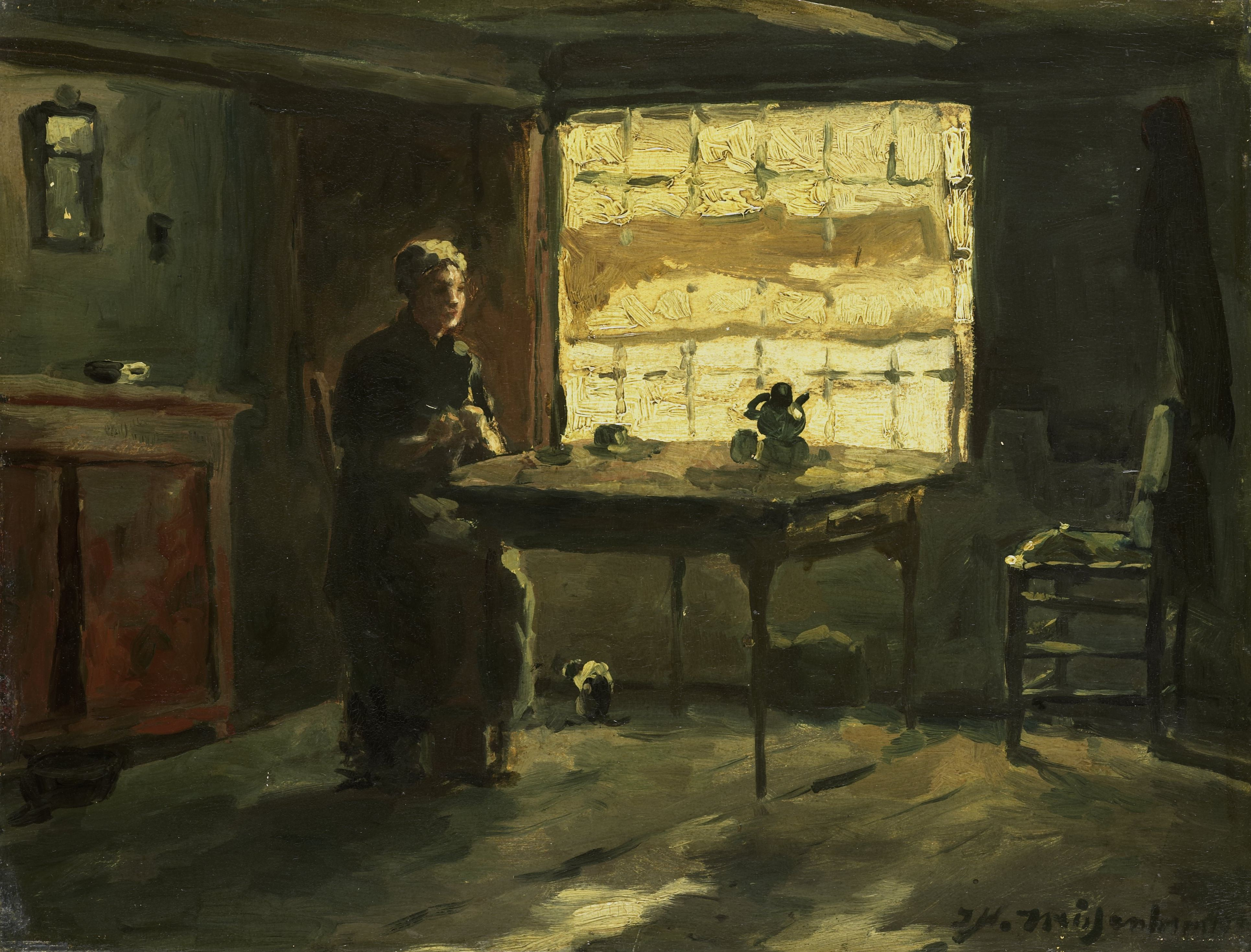
Boereninterieur